# Schenuda III.

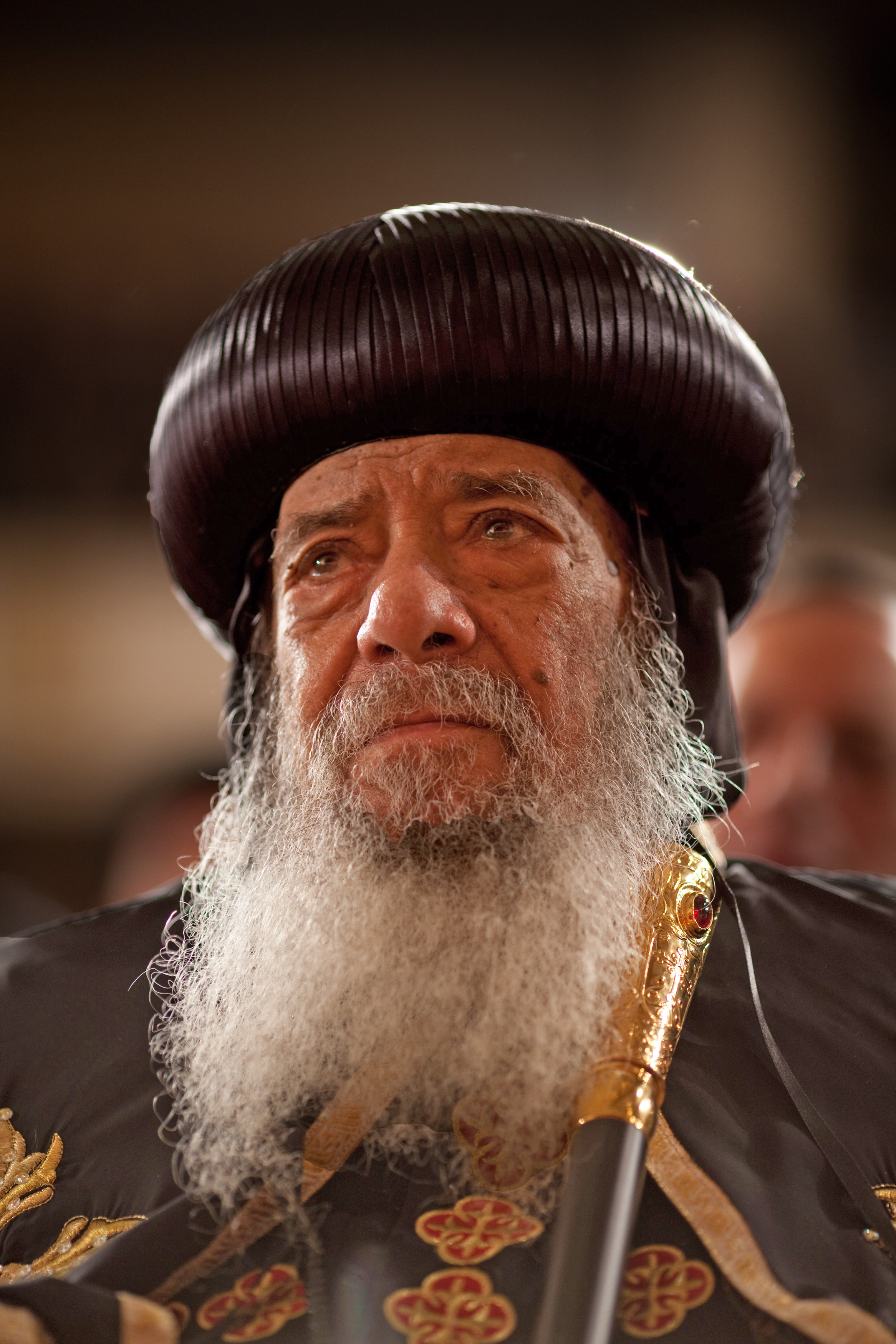
Schenuda bei der Rede von Barack Obama in Ägypten am 4. Juni 2009

Papst Schenuda III. von Alexandrien (koptisch Ⲡⲁⲡⲁ Ⲁⲃⲃⲁ Ϣⲉⲛⲟⲩϯ ⲅ̅ Papa Abba Šenoude pimah šoumt, arabisch شنودة Schinuda, DMG Šinūda; * 3. August 1923 in Manfalut als Nazir Gayed Rafail / نظير جيد روفائيل / Naẓīr Ǧayyid Rawfāʾil; † 17. März 2012 in Kairo) war der 117. Patriarch von Alexandrien und Papst des Stuhls des heiligen Markus (Koptische Kirche).

## Leben
Nazir Gayed Rafail studierte Philosophie an der Universität Kairo und schloss das Studium 1947 ab. Danach absolvierte er ein Aufbaustudium in Archäologie und wurde zugleich als Reserveoffizier ausgebildet. Anschließend studierte er am koptisch-orthodoxen Priesterseminar Theologie und schloss sein Studium 1949 ab. Er war Dozent für „Exegese und Dogmatik“ am Priesterseminar und Mitarbeiter und Herausgeber des Sunday Schools Magazine.
1954 trat er als Mönch in das Kloster Deir es-Suryān im Wadi Natrun ein und wurde 1955 zum Priester geweiht. Er war Sekretär von Papst Kirellos VI. Nach sieben Jahren wurde er im September 1962 zum Allgemeinen Bischof Anba Schenuda (ohne Diözese) geweiht.
Nach dem Tod des Papstes Kirellos VI. wurde er am 31. Oktober 1971 zum Oberhaupt der Koptisch-Orthodoxen Kirche und zum 117. Nachfolger auf dem Patriarchenstuhl des Hl. Markus als Papst Schenuda III. gewählt, als welcher er am 14. November 1971 inthronisiert wurde.
Am 17. März 2012 starb Schenuda mit 88 Jahren an Altersschwäche und wurde am 20. März 2012 im Wüstenkloster Anba Bischoi im nordägyptischen Wadi Natrun begraben. Sein Nachfolger als Patriarch von Alexandrien wurde im November 2012 Tawadros II.

## Wirken
Nach seiner Inthronisierung bahnte sich die dogmatische Einigung der Kopten mit der römisch-katholischen Kirche an. Am 10. Mai 1973 unterzeichnete Papst Schenuda III. zusammen mit Papst Paul VI. im Vatikan eine christologische Erklärung, wonach beide Kirchen – trotz unterschiedlicher Formulierungen – den gleichen Glauben bekennen. Damit wurde der bis dahin von den westlichen Kirchen gegen die koptischen Christen erhobene Vorwurf des Monophysitismus katholischerseits fallen gelassen. Im Jahr 1985 wurde Schenuda in Prag zum Ehrenmitglied des Präsidiums der Christlichen Friedenskonferenz (CFK) gewählt. Von 1991 bis 1998 war Schenuda III. Präsident des Ökumenischen Rates der Kirchen. Am 24. Februar 2000 traf er mit Papst Johannes Paul II. zusammen. Schenuda III. war Vorsitzender des Rates der Kirchen im Nahen Osten (MECC).
Papst Schenuda III. engagierte sich vor allem für den Aufbau des Erziehungs- und Bildungswesens, den Ausbau des Klosterwesens, die Ausbreitung der koptisch-orthodoxen Kirche sowie die massive Intensivierung der Seelsorge der Kopten in der Diaspora. Von großer kirchlicher Bedeutung ist ferner, dass er die Britisch-Orthodoxe Kirche in das Patriarchat des heiligen Markus integrierte (Union 2015 beendet).

## Ehrungen und Auszeichnungen
- Ehrendoktorwürde des Bloomfield College, New Jersey (1977)
- Ehrendoktorwürde des Saint Peter’s College, New York
- Ehrendoktorwürde des Saint Vincent College, Pittsburgh
- Ehrendoktorwürde der Rheinischen Friedrich-Wilhelms-Universität Bonn (1997)
- Ehrenbürger von sechs US-Städten
- Preis für die Förderung von Toleranz und Gewaltlosigkeit der UNESCO (16. November 2000)
- Internationaler Gaddafi-Preis für Menschenrechte (2003)
- Augsburger Friedenspreis (2011)
- Kardinal-König-Preis (2012)

## Veröffentlichungen (Auswahl)
- Die geistige Erweckung, Kairo 1992, Koptisch-Orthodoxes Patriarchat, ISBN 977-00-3043-0, PDF
- Befreiung der Seele, Kairo 1993, Koptisch-Orthodoxes Patriarchat, ISBN 977-5345-04-9, PDF
- Von der Offenbarung der Geburt Christi, Waldsolms-Kröffelbach/Ts. 1994, Koptisch-Orthodoxes Patriarchat, ISBN 3-927464-18-X, PDF
- Betrachtungen über die Bergpredigt, Kairo 1994, Koptisch-Orthodoxes Patriarchat, ISBN 977-5319-22-6, PDF
- Die sieben Worte Christi am Kreuz, Kairo 1999, Koptisch-Orthodoxes Patriarchat, PDF
- Die Gottheit Christi, Kairo 1995, Koptisch-Orthodoxes Patriarchat, ISBN 977-5319-21-8, PDF
- Was ist der Mensch?, Kairo 2005, Koptisch-Orthodoxes Patriarchat, ISBN 977-17-2885-7.
- Dein ist die Kraft und die Herrlichkeit, Kairo 1992, Koptisch-Orthodoxes Patriarchat, ISBN 3-927464-05-8.
- Fragen der Menschen aus vielen Jahren Teil 1, Kairo 1993, Koptisch-Orthodoxes Patriarchat, ISBN 977-5345-05-7.